# Marek Šmerda
Marek „Ashok“ Šmerda (* 22. července 1975 Brno) je český kytarista, hudební skladatel a učitel hry na kytaru.
V rozhovoru pro Metalshop TV uvedl zálibu v hard rocku ze 70. let, ale také v kapelách ze Seattlu Alice in Chains a především Nevermore.
Jeho kytarovými vzory jsou Jimmy Page, Yngwie Malmsteen, Jeff Beck, Vito Bratta, Miloš Makovský či Georgi Encev (který Šmerdu na kytaru učil). Ashok též užívá warpaint, je jeho autorem. Šmerda rovněž rád střídá kytary, užívá značku Scheckter Guitars – hraje na DJ Ashba signature.
Býval členem kapel Root (1999–2014), Death Sentence (90. léta) a Equirhodont (po roce 2000). V roce 2014 se připojil skrze dlouhodobou spolupráci s Martinem Škaroupkou v různých projektech k britské skupině Cradle of Filth, nejprve jako záskok, později jako oficiální člen. Roku 2019 nahradil Georgi Enceva v brněnské skupině Titanic, skupina tehdy procházela těžkým obdobím spojeným s úmrtím basisty Milana Hanáka, v roce 2021 vydali album s novým basistou a Ashokem na kytaře.

## Diskografie

### Root
- The Book (1999)
- Black Seal (2001)
- Madness of the Graves (2003)
- Casilda (EP, 2006)
- Deep in Root (DVD, 2006)
- Daemon viam invenient (2007)
- Heritage of Satan (2011)

### Cales
- The Pass in Time (2001)

### Equirhodont
- Equirhodont Grandiose Magus (2003)
- Black Crystal (2004)

### Big Boss
- Doomy Ballads (2008)

### Inner Fear
- First Born Fear (2012)

### Cradle of Filth
- Hammer of the Witches (2015)
- Cryptoriana – The Seductiveness of Decay (2017)
- Existence Is Futile (2021)

### Titanic
- ON (2021)